# 에리카 듀랜스
에리카 듀랜스(Erica Durance, 1978년 6월 21일 ~ )는 캐나다의 배우이다.

## 출연 작품

### 영화
- 언톨드 (The Untold, 2002년)
- 하우스 오브 더 데드 (The House of the Dead, 2003년)
- 데블윈즈 (Devil Winds, 2003년)
- 나비효과 2 (The Butterfly Effect 2, 2007년)

### 드라마
- 스몰빌 (Smallville) - 로이스 레인 역
- 트루콜링 (Tru Calling)
- 안드로메다 (Andromeda)
- 스타게이트 에스지 원 (Stargate SG-1) - 시즌8 - 07화 크리스타 역
- 콜렉터 (The Collector)
- 크리스 아이삭 쇼 (The Chris Isaak Show, 우정출연)
- 하워드 스턴 (Howard Stern)
- 111 그레이머시 파크 (111 Gramercy Park, 2003년)
- 글라시어 걸스 (Kokanee Beer Glacier Girls)